# Estée Lauder
Estée Lauder, rojena kot Josephine Esther Mentzer (v družini znana po vzdevku Esty, iz česar izvira ime Estée), ameriška podjetnica, ustanoviteljica danes svetovno znanega po njej poimenovanega kozmetičnega podjetja (Estée Lauder Companies); * 1. julij 1906, Queens, New York, † 24. april 2004, Manhattan, New York.
Z možem Josephom Lauderjem je ustanovila eno prvih kozmetičnih podjetij. Leta 1998 jo je časopis TIME kot edino žensko uvrstil na seznam 20 najvplivnejših ljudi 20. stoletja.

## Zgodnje življenje
Rodila se je kot Josephine Esther Mentzer v Coroni v državi New York. Bila je hči madžarskih Židov; materi je bilo ime Rose Schotz Rosenthal, očetu pa Max Mentzer. Večino otroštva je pomagala v domači trgovini, kjer se je prvič soočila s poslom. Vendar si kot otrok v prihodnosti ni želela poslovnega sveta. Do prve svetovne vojne je ves čas želela postati igralka.

## Poklicna pot
S kozmetiko se je prvič srečala, ko je pomagala svojemu stricu dr. Schotzu pri prodaji krem, ki jih je sam razvil. Stric je bil kemik in je leta 1924 ustanovil svoje podjetje.
Leta 1930 se je poročila z Josephom Lauterjem, ki je priimek kasneje spremenil v Lauder. Leta 1939 sta se ločila in Estée se je preselila na Florido. Leta 1942 sta se ponovno poročila. O svojem zakonu je rekla, da se je prvič poročila zelo mlada in je mislila, da nekaj zamuja, kasneje pa da je ugotovila, da ima najbolj ljubkega moža. Rodila sta se jima dva sinova, Leonard in Ronald. Podjetje Estée Lauder sta ustanovila leta 1946. Starejši sin Leonard Lauder je kasneje postal izvršni direktor, danes pa je predsednik odbora. Mlajši sin Ronald Lauder je poznan človekoljub.
Leta 1948 si je v newyorški trgovini uredila svoj pult, kjer je nudila osebni pristop do kupcev. Tudi po 40 letih dela v podjetju je bila prisotna pri odprtju vsake nove trgovine ali uvedbi vsakega novega proizvoda.
V desetletjih je podjetje Estée Lauder Companies postalo po vsem svetu uspešna kozmetična družba. 